# 侍戰隊真劍者VS轟音者 銀幕BANG!!
《侍戰隊真劍者VS轟音者 銀幕BANG!!》在2010年1月30日於日本上映，是《侍戰隊真劍者》第二部劇場版作品。
本片於台灣播出時，同以往特攝劇場版由木棉花國際代理，加上中文版本並收錄成DVD，並於卡通頻道首播（包括再次由中華電信MOD播出時）。但是隔年東森幼幼台再播出時，因配合兩作品TV版重新製作另一中文版本，聲優陣容也完全不同，導致爭議不斷（包括真劍者獨立劇場版和歸來篇）。

## 本作特色
- 這是繼前作《劇場版 炎神戰隊轟音者VS激氣連者》之後以《超級戰隊祭》系列為主題的第二部VS劇場版作品。
- 本作為《超級戰隊系列》於2010年代上映的第一部劇場版作品。
- 本作為在台灣電視首播的第一部《超級戰隊系列》劇場版作品[1]。
- 本作的時間點位於《侍戰隊真劍者》本篇第43-44話之間。
- 本作《超級戰隊祭》劇場版，最大的一個特色，就是當侍戰隊真劍者和炎神戰隊轟音者，共13位戰士登場。喊口號自我介紹時，不是一個戰隊為一組，而是13位戰士依序喊下去。然後在各戰隊喊出戰隊名稱時，也不再是一個戰隊為一組。而是用特別的運鏡方式，將兩支戰隊的成員口號以及戰隊名稱做結合。而本作的VS劇場版開始，在最後也沒有像過去一樣，在最後喊出「我們是超級戰隊！」而是兩支戰隊最後同時喊出《侍戰隊真劍者》的備戰口號：「上陣！」。然後便進行戰鬥。
- 另一特色是，真劍紅將恐龍DISC借給轟音紅使用，讓轟音紅變身為「Hyper轟音紅」，在與敵人戰鬥時，Hyper轟音紅的加油槍棍模式，也有出現像恐龍丸那樣的攻擊效果。這也是在《炎神戰隊轟音者》本作中所沒有的專屬強化模式。在機械合體方面，也有出現「侍23」模式，將兩支戰隊的機械人一起合作，轟音者也因此出現在真劍者的駕駛艙內，共同操縱機械人作戰。
- 在本劇場版還加入了續作新戰隊《天裝戰隊護星者》的登場。之後的《超級戰隊祭》為主題的劇場版作品也都有沿用這項特色。

## 故事概要
- 轟音者在完結篇中，應BOMPER和炎神們請求再次成為正義的英雄，為追蠻機族的餘黨，而追到了「槍手世界(ガンマンワールド = Gunman World)」，在槍手世界與害統領「巴奇德」最終決戰中，被巴奇德打敗，最後轟音者和炎神們紛紛掉落同地次元世界......
- 另一方面，在人類世界的真劍者跟突如出現的蠻機兵戰鬥，最後被幸運釣回人類世界的轟音紅 江角走輔，給一口氣全數殲滅，在志葉家本來想尋求合作的走輔，被真劍紅志葉丈瑠稱「外行人」，兩個人因此撕破臉。巴奇德和外眾道連手準備用三途之川的水汙染整個人類世界，得知巴奇德陰謀的真劍者，在與巴奇德戰鬥時將真劍紅以外的真劍者丟到其他次元世界中，除此之外就連BOMPER和日下部彦馬也被巴奇德和外眾道抓來當俘虜......
- 走輔和丈瑠有辦法突破這最大的障礙嗎？而失散到各次元世界中的轟音者及真劍者等十一位正義的英雄能再次騎聚一堂嗎？兩大超級戰隊能化解這次的危機嗎？兩大戰隊與侵略者的大戦就此展開

## 登場角色
此處記載的台配為木棉花國際代理版本。

### 《侍戰隊真劍者》
志葉丈瑠／真劍紅（松坂桃李 飾／台灣CV：柯至訓）
侍戰隊真劍者的主人公，剛開始看到走輔的戰鬥方式時，稱走輔是外行人，所以拒絕和他合作，但在第一次與巴奇德交手失敗過後，最後知道走輔想要保護世界真實的感覺和心情，終於和走輔合作
池波流之介／真劍藍（相葉弘樹 飾／台灣CV：吳東原）
敗給巴奇德後，被巴奇德丟往垃圾世界，最後碰上先前同樣被丟往垃圾世界的範人和早輝，是真劍者中唯一一個被獨自丟往垃圾世界的人
白石茉子／真劍粉紅（高梨臨 飾／台灣CV：謝佼娟)
敗給巴奇德後，和源太一起被巴奇德丟往聖誕世界，最後碰上先前同樣被丟往聖誕世界的須塔兄妹，須塔大翔和須塔美羽
谷千明／真劍綠（鈴木勝吾 飾／台灣CV：鍾少庭）
敗給巴奇德後，和琴羽一起被巴奇德丟往武士世界，最後碰上先前同樣被丟往武士世界因不明原因而被追趕的連和軍平，另外還有源太的提燈折神-大御用
花織琴羽／真劍黃（森田涼花 飾／台灣CV：鄭可欣)
敗給巴奇德後，和千明一起被巴奇德丟往武士世界，最後碰上先前同樣被丟往武士世界因不明原因而被追趕的連和軍平，另外還有源太的提燈折神-大御用
梅盛源太／真劍金（相馬圭祐 飾／台灣CV：蘇振威）
敗給巴奇德後，和茉子一起被巴奇德丟往聖誕世界，最後碰上先前同樣被丟往聖誕世界的須塔兄妹，須塔大翔和須塔美羽
日下部彦馬（伊吹吾郎 飾／台灣CV：陳旭昇）
志葉家忠心家臣，在宅中被稱為「老爺子」，是個萬能管家，最後和BOMPER被巴奇德和朧車綁架到惡車山去當人質
大御用（CV：遠近孝一／台灣CV：王俊博）
源太的提燈折神，被巴奇德丟往武士世界無故當了捕快們所用的提燈，更協助捕快們拘捕了連、軍平、琴羽和千明，但最後放了他們並一起逃獄
黑子
數量不少的可靠的幕後工作群，志葉家的家僕，全身穿上黑衣戴上黑頭巾，並以黑紗幪面讓人看不到真面目。在志葉家負責處理雜役的工作，例如打掃、燒飯、抬轎等，亦會在戰鬥時進行替六人舉旗、佈幕、更換道袍等工作

#### 外道眾
血祭慟哭（CV：西凜太朗／台灣CV：柯至訓）
外道眾的首領，對巴奇德的合作提議實際上都抱著懷疑的態度。
骨之白骨 (CV：長島茂／台灣CV：吳東原）
作戰計畫幾乎都由他指揮，可說是外道眾的軍師。
薄皮太夫（CV：朴璐美／台灣CV：鄭可欣）
手上常拿著三味線在彈。
腑破十臟（CV：唐橋充／台灣CV：吳東原）
與薄皮太夫一樣原本是人類，武器「裏正」是由其家人的靈魂製成的。
筋殼惡麻呂（CV：堀川亮／台灣CV：王俊博）
能製造「切神」來戰鬥，也是裏正的製造者。
朧車（CV：吉野裕行／台灣CV：王俊博）
協助巴奇德進行計畫，但最終被巴奇德背叛，被轟音者和真劍者消滅
無名眾
一群在真劍者和外道眾開打之前，被叫出來衝鋒陣線和真劍者打的小兵

#### 折神
獅子折神
丈瑠專用折神，代表「火」的折神
龍折神
流之介專用折神，代表「水」的折神
龜折神
末子專用折神，代表「天」的折神
熊折神
千明專用折神，代表「木」的折神
猿折神
琴羽專用折神，代表「土」的折神
烏賊折神
源太專用折神，代表「光」的折神，也是丈瑠小時候送他的禮物
獨角仙折神
原為丈瑠常用折神，後來轉讓給千明，而成為千明常用折神
舵木折神
流之介用釣竿釣到的折神，並成為流之介常用折神
虎折神
丈瑠專用折神
海老折神
源太專用折神，也是其自行開發的折神
牛折神
丈瑠專用折神，是所有折神的元祖
恐龍折神
首代真劍紅-志葉烈堂所使用的先祖秘傳碟，而後為丈瑠常用折神
在本劇場版借予走輔使用，從而變身為Hyper轟音紅

### 《炎神戰隊轟音者》
江角走輔／轟音紅（古原靖久 飾／台灣CV：李世揚）
在槍手世界敗給巴奇德後，和BOMBER一起被丟回人類世界，並在真劍者們跟蠻機兵戰鬥時插手加入戰鬥。但自身的戰鬥的方式被丈瑠稱為「外行人」，被丈瑠拒絕合作，在情急之下也氣極敗壞的拒絕與真劍者合作，直到最後丈瑠的同伴也被巴奇德丟往次元世界，而且知道丈瑠想要保護世界真實的感覺和心情，最後兩人終於合作。在本篇中是棕色且稍長的頭髮，此劇場版中以黑色且較短的頭髮亮相。
香坂連／轟音藍（片岡信和 飾／台灣CV：鍾少庭）
在槍手世界敗給巴奇德後，和軍平一起被丟武士世界，但因軍平不慎闖入女澡堂而被追補，最後碰上了後來同樣被丟往武士世界的琴羽和千明，及源太的提燈折神-大御用。
樓山早輝／轟音黃（逢澤莉娜 飾／台灣CV：鄭可欣）
在槍手世界敗給巴奇德後，和範人一起被丟往垃圾世界，最後碰上了後來同樣被獨自一人丟往垃圾世界的流之介。
城範人／轟音綠（碓井將大 飾／台灣CV：蘇振威）
在槍手世界敗給巴奇德後，和早輝一起被丟往垃圾世界，最後碰上了後來同樣被獨自一人丟往垃圾世界的流之介。
石原軍平／轟音黑（海老澤健次 飾／台灣CV：孫誠）
在槍手世界敗給巴奇德後，和連一起被丟往武士世界，但因軍平不慎闖入女澡堂而被追補，最後碰上了後來同樣被丟往武士世界的琴羽和千明，及源太的提燈折神-大御用。
須塔大翔／轟音金（德山秀典 飾／台灣CV：鍾少庭）
在槍手世界敗給巴奇德後，和自己的妹妹美羽一起被丟往聖誕世界，最後碰上了後來同樣被丟往聖誕世界的茉子和源太。在本篇中是較長的黑色挑染金色的髮型。此劇場版中是棕色稍短的髮形亮相。
須塔美羽／轟音銀（杉本有美 飾／台灣CV：謝佼娟）
在槍手世界敗給巴奇德後，和自己的哥哥大翔一起被丟往聖誕世界，最後碰上了後來同樣被丟往聖誕世界的茉子和源太。
蹦波（CV：中川亞紀子／台灣CV：鄭可欣）
轟音者的支援者，在槍手世界轟音者敗給巴奇德後，和走輔很幸運一起被丟回人類世界，但卻和日下部彦馬被巴奇德和朧車綁架到惡車山去當人質。

#### 蠻機族
害統領【巴奇德】（CV：銀河萬丈／台灣CV：陳旭昇）
蠻機族的最高首領，在完結篇，鷹速鬥輪回來找轟音者尋求協助時所說的蠻機族漏網之魚正是巴奇德。
害地大臣【幽溝史坦因】（CV：梁田清之／台灣CV：吳東原）
在本篇中被走輔打敗。
害氣大臣【奇塔納德斯】（CV：真殿光昭／台灣CV：李世揚）
在本篇中，因為背叛總理大臣 污希克里坦因，而被消滅。
害水大臣【凱格雷西亞】（及川奈央 飾／台灣CV：謝佼娟）
在本篇中，因為背叛總理大臣 污希克里坦因，而被消滅。
蠻機兵 【鎢加】
一群在轟音者和害惡客開打之前，被叫出來衝鋒陣線和轟音者打的小兵。

#### 炎神
鷹速鬥輪（CV：浪川大輔／台灣CV：孫誠）
走輔的搭擋炎神，機體號碼「1」，在槍手世界轟音者敗給巴奇德後，沒有和走輔一起掉回人類世界，而是和其他炎神在各次元中找尋其他人。
巴獅王（CV：江川央生／台灣CV：吳東原）
連的搭擋炎神，機體號碼「2」，在槍手世界轟音者敗給巴奇德後，沒有和連一起掉到武士世界，最後在武士世界和連會合。
小熊RV（CV：井上美紀／台灣CV：鄭可欣）
早輝的搭擋炎神，機體號碼「3」，在槍手世界轟音者敗給巴奇德後，沒有和早輝一起掉到垃圾世界，最後在垃圾世界和早輝會合，並與鯨鯊摩托及流之介的折神，討論戰勝的方法。
鯨鯊摩托（CV：保志總一朗／台灣CV：鍾少庭）
範人的搭擋炎神，機體號碼「4」，在槍手世界轟音者敗給巴奇德後，沒有和範人一起掉到垃圾世界，最後在垃圾世界和範人會合，並與小熊RV及流之介的折神，討論戰勝的方法。
鋼砲警犬 （CV：濱田賢二／台灣CV：陳旭昇）
軍平的搭擋炎神，機體號碼「5」，在槍手世界轟音者敗給巴奇德後，沒有和軍平一起掉到武士世界，最後在武士世界和軍平會合
鱷魚拖車（CV：津久井教生／台灣CV：吳東原)
算範人和軍平的搭擋炎神，機體號碼「6」，在槍手世界轟音者敗給巴奇德後，沒有和範人及軍平一起掉到武士世界，最後在武士世界和範人及軍平會合
直升鬥雞（CV：石川靜／台灣CV：謝佼娟）
大翔的搭擋炎神，機體號碼「7」，在槍手世界轟音者敗給巴奇德後，沒有和大翔一起掉到聖誕世界，最後在聖誕世界和大翔會合
噴射長牙虎（CV：古島清孝／台灣CV：王俊博）
美羽的搭擋炎神，機體號碼「8」，在槍手世界轟音者敗給巴奇德後，沒有和美羽一起掉到聖誕世界，最後在聖誕世界和美羽會合
運輸鯨無霸（CV：西村知道／台灣CV：蘇振威）
大翔和美羽的教官炎神，機體號碼「9」，在槍手世界轟音者敗給巴奇德後，沒有和大翔及美羽一起掉到聖誕世界，最後在聖誕世界和大翔及美羽會合
猛瑪火車頭
認定走輔為搭擋的古代炎神，炎神的祖先，機體號碼「10」，在槍手世界轟音者敗給巴奇德後，和走輔一起掉回人類世界 (因在槍手世界，轟音者只用炎神王G9和巴奇德對抗)
暴龍新幹線
認定走輔為搭擋的古代炎神，炎神的祖先，機體號碼「11」，在槍手世界轟音者敗給巴奇德後，和走輔一起掉回人類世界
三角龍高鐡
認定走輔為搭擋的古代炎神，炎神的祖先，機體號碼「12」，在槍手世界轟音者敗給巴奇德後，和走輔一起掉回人類世界

### 《天裝戰隊護星者》
從本作劇場版開始，下一支的的新戰隊都會有幾分鐘的亮相時間，以本作客串登場的《天裝戰隊護星者》來說，因為是下一支新的戰隊，那他們就會在「侍戰隊真劍者VS轟音者」中亮相幾分鐘當作是下支新戰隊的預告
護星紅（CV：千葉雄大／台灣CV：鍾少庭）
護星粉紅（CV：佐藤里香／台灣CV：鄭可欣）
護星黑（CV：浜尾京介／台灣CV：蘇振威）
護星黃（CV：丹羽未來帆／台灣CV：謝佼娟）
護星藍（CV：小野健斗／台灣CV：陳旭昇）

## 登場世界
人類世界 (ヒューマンワールド = Human World)
為所有超級戰隊主要舞台，在假面騎士DECADE裡稱為真劍者世界，但實際上就是人類世界
武士世界 (サムライワールド = Samurai World)
在轟音者本篇劇場版中曾經登場的世界，場景類似日本江戶時代，在本劇場版中為連、軍平、千明、琴羽和大御用掉入的世界
聖誕世界 (クリスマスワールド = Christmas World)
在轟音者本篇中第43、44話中的聖誕老人所在之處，在本話中提到，聖誕老人的袋子可以連結到聖誕世界，是個次元的袋子，類是哆啦A夢的百寶袋，在本劇場版中為大翔、美羽、末子、源太掉入的世界
垃圾世界 (ジャンクワールド = Junk World)
亦可翻為「廢棄物世界」，在轟音者本篇中第27話中的魔女「阿仙」就是來自這裡，在本劇場版中為早輝、範人、流之介掉入的世界
玻璃世界 (グラスワールド = Glass World)
本劇場版中已經被巴奇德消滅的世界之一，高速鷹為了找尋失散同伴而經過此世界
槍手世界 (ガンマンワールド = Gunman World)
在轟音者本篇最後一話中，為了殲滅蠻機族漏網之魚巴奇德，而一路追，最後在本劇場版中追到這裡，並用炎神王G9和巴奇德對抗，不過最後卻被巴奇德故意所設計的破綻騙去而被巴奇德打敗，最後被丟入不同的世界

## 登場機體
侍霸王
炎神王G12

## 主題歌
- 『侍ファーストラップ-銀幕BANG!!-』

作詞：藤林聖子、マイクスギヤマ / 作曲：大石憲一郎（Project.R）、YOFFY、高取秀明/ 編曲：大石憲一郎（Project.R） / 歌：Project.R（YOFFY、高取秀明、Sister MAYO）

## 製作人員
- 原作：八手三郎
- 劇本：小林靖子
- 音樂：高木洋、大橋惠
- 監督：中澤祥次郎
- 攝影：松村文雄
- 助理監督：須上和泰
- 特技監督：石垣広文
- 特攝監督：佛田洋（特撮研究所）
- 制作：tv asahi、東映、東映AG、東映ビデオ、木下工務店

## 外部連結
1. ↑  東森幼幼台版本。